# Kows̄lar
Kows̄lar (persiska: كوثلر, کوسلر) är en ort i Iran.   Den ligger i provinsen Golestan, i den norra delen av landet, 290 km nordost om huvudstaden Teheran. Antalet invånare är 228.
Terrängen runt Kows̄lar är mycket platt. Runt Kows̄lar är det ganska tätbefolkat, med 86 invånare per kvadratkilometer. Närmaste större samhälle är Bandar-e Torkaman, 19,1 km sydväst om Kows̄lar. Trakten runt Kows̄lar består till största delen av jordbruksmark.